# Рычков, Олег Юрьевич

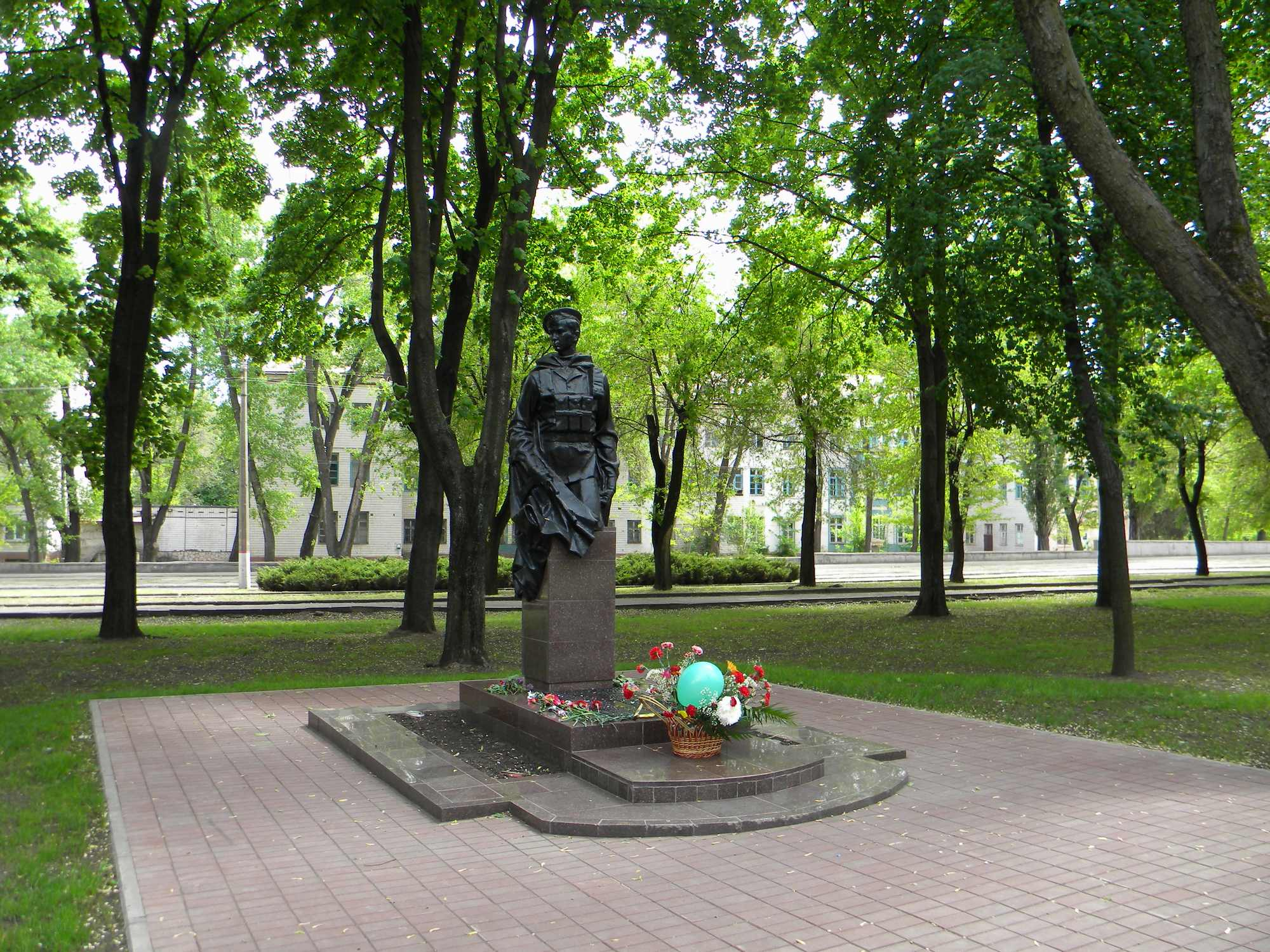
Имя на памятнике воинам-интернационалистам на Дзержинке (Кривой Рог)

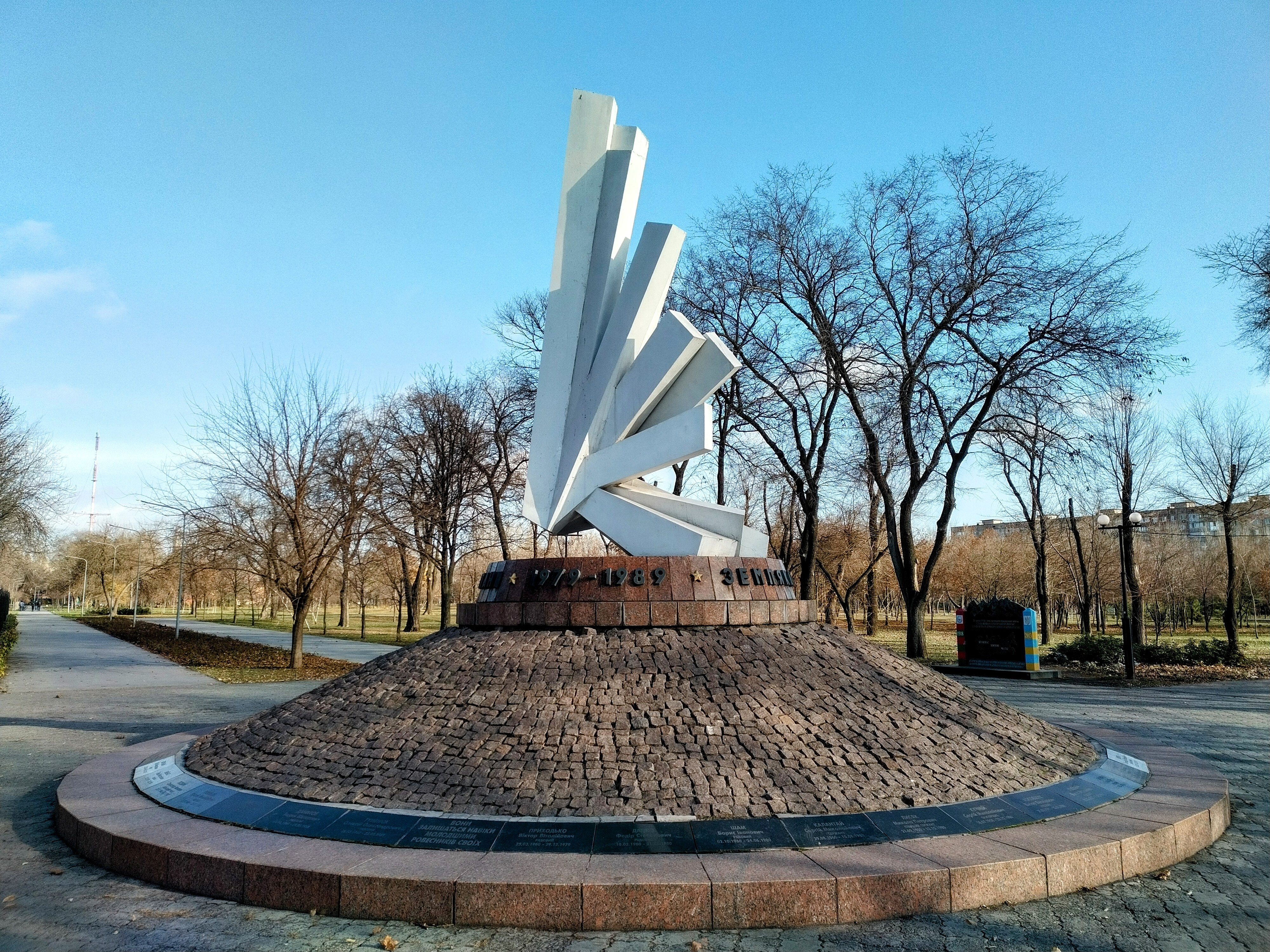
Имя на памятнике воинам-интернационалистам в Юбилейном парке (Кривой Рог)

Олег Юрьевич Рычков (23 августа 1964, Ковдор, Мурманская область — 9 сентября 1984, Бараки Барак, Логар) — советский военнослужащий, рядовой, старший радиотелеграфист 191-го отдельного мотострелкового полка, участник Афганской войны.

## Биография
Родился 23 августа 1964 года в городе Ковдоре Мурманской области в рабочей семье, русский.
Окончил среднюю школу № 59, работал токарем на заводе «Ремгормаш» в городе Кривой Рог.
29 сентября 1982 года призван в Вооружённые силы СССР Ингулецким РВК города Кривой Рог. После обучения направлен в состав ограниченного контингента советских войск в Афганистан, где служил на должности старшего радиотелеграфиста 191-го отдельного мотострелкового полка (в/ч 39676). В составе взвода управления артиллерийского дивизиона участвовал в 76 боевых выходах, проявлял самоотверженность и стойкость.
9 сентября 1984 года в районе кишлака Бараки‑Барак провинции Логар был ранен в руку, но продолжил бой. После гибели старшего группы принял командование и умело руководил боем, пока не получил смертельное пулевое ранение.
Похоронен в Кривом Роге на аллее славы кладбища «Визирка» (могила 15).

## Награды
- Орден Красной Звезды (посмертно)[1][4];
- Медаль «За боевые заслуги» (посмертно)[1];
- Почётная грамота Президиума Верховного Совета УССР[4].

## Память
- Имя на памятнике воинам-интернационалистам Днепропетровщины, погибшим в Афганистане (Днепр)[5];
- Имя на памятнике воинам-интернационалистам на Дзержинке (Кривой Рог);
- Имя на памятнике воинам-интернационалистам в Юбилейном парке (Кривой Рог);
- Именем названа улица в Ингулецком районе Кривого Рога;
- Памятная плита на доме № 34 по улице 50 лет Октября в Ингулецком районе (Кривой Рог), установленная в 1987 году[6];
- Именем назван тепловоз № 35—36 на НКГОКе[4].